# Roselyne Crausaz
Roselyne Crausaz (Fribourg, 19 maart 1943) is een Zwitserse politica voor de Christendemocratische Volkspartij (CVP/PDC) en later de Zwitserse Volkspartij (SVP/UDC) uit het kanton Fribourg. Zij was in 1986 het eerste vrouwelijke lid van een kantonnale regering in Romandië.

## Biografie
Roselyne Crausaz werd geboren als dochter van een politieagent. Ze behaalde in 1967 een licentie in de economische en sociale wetenschappen. In 1968 ging ze aan de slag bij de Federale Dienst voor Statistiek. Vervolgens werkte ze van 1969 tot 1986 bij de administratie van het Departement van Binnenlandse Zaken. In 1988 huwde ze met Zoltán Németh, een sportleraar van Hongaarse afkomst.
Haar politieke carrière startte in de jaren 1970, toen ze actief werd in meerdere vrouwenbewegingen. Ze was in 1970 medeoprichtster van de Fribourgse afdeling van de Zwitserse Vereniging van Universitaire Vrouwen. In 1978 richtte ze mee de commissie Vrouw en Samenleving op binnen de Fribourgse Christelijke Volkspartij.
Vanaf 1980 bekleedde ze verschillende politieke functies. Tussen 1980 en 1986 was ze lid van de Grote Raad van Fribourg, het kantonnaal parlement. Vanaf 1982 maakte ze deel uit van het stadsbestuur van Fribourg, waarvan ze in de periode 1982-1983 voorzitster en dus burgemeester was. In 1986 kwam Crausaz in het nieuws doordat zij als eerste vrouw ooit was verkozen als lid van een kantonnale regering in Romandië. Ze legde op 30 december 1986 de eed af en werd bevoegd voor het departement Openbare Werken. In deze functie nam ze het initiatief tot verschillende belangrijke projecten aangaande transport, ruimtelijke ordening en milieubescherming. Hoewel ze aan het begin van haar mandaat werd geprezen als een competente en centristische politica, kreeg ze meer kritiek tegen het einde van haar mandaat. In 1991 stelde ze zich herverkiesbaar voor een tweede termijn in de regering. In de eerste ronde stelde ze teleur, waarna ze werd gedwongen door haar partij om zich terug te trekken ten voordele van de partijgenoten die beter hadden gescoord.
Bij de federale parlementsverkiezingen van 1995 kwam ze op op een lijst van de Zwitserse Volkspartij (SVP/UDC) voor de Nationale Raad, maar ze geraakte niet verkozen, wat het einde betekende van haar politieke carrière.